# Église des Carmes de Besançon
Pour les articles homonymes, voir Église des Carmes.
L'église des Carmes de Besançon est un ancien édifice religieux situé à Besançon, dans le département français du Doubs. L'église faisait partie du couvent des « Grands Carmes » établi à Besançon au XVe siècle.

## Localisation
L'église est située à l'angle de la rue de la préfecture et de la Grande-rue dans le secteur de La Boucle de Besançon.

## Histoire
En 1392, Jean de Vienne, amiral de France établit des religieux à Besançon.
Entre 1435 et 1472, l'église est construite par les religieux sur des terrains donnés par Jean de Vienne,.
À partir de 1661, l'édifice accueille le siège de la confrérie de Saint-Georges de Bourgogne.
En 1783, l'architecte bisontin Claude-Joseph-Alexandre Bertrand érige des boutiques autour du chevet de l'église.
En 1792, durant la révolution, l'église est vendue comme bien national.
Les façades sur la rue, les contreforts et les combles de l'église font l’objet d’une inscription au titre des monuments historiques depuis le 27 octobre 1937.

## Architecture
À côté du chevet, sur la Grande-rue se trouve la Fontaine des Carmes.